# متمم بیست و سوم قانون اساسی ایالات متحده آمریکا

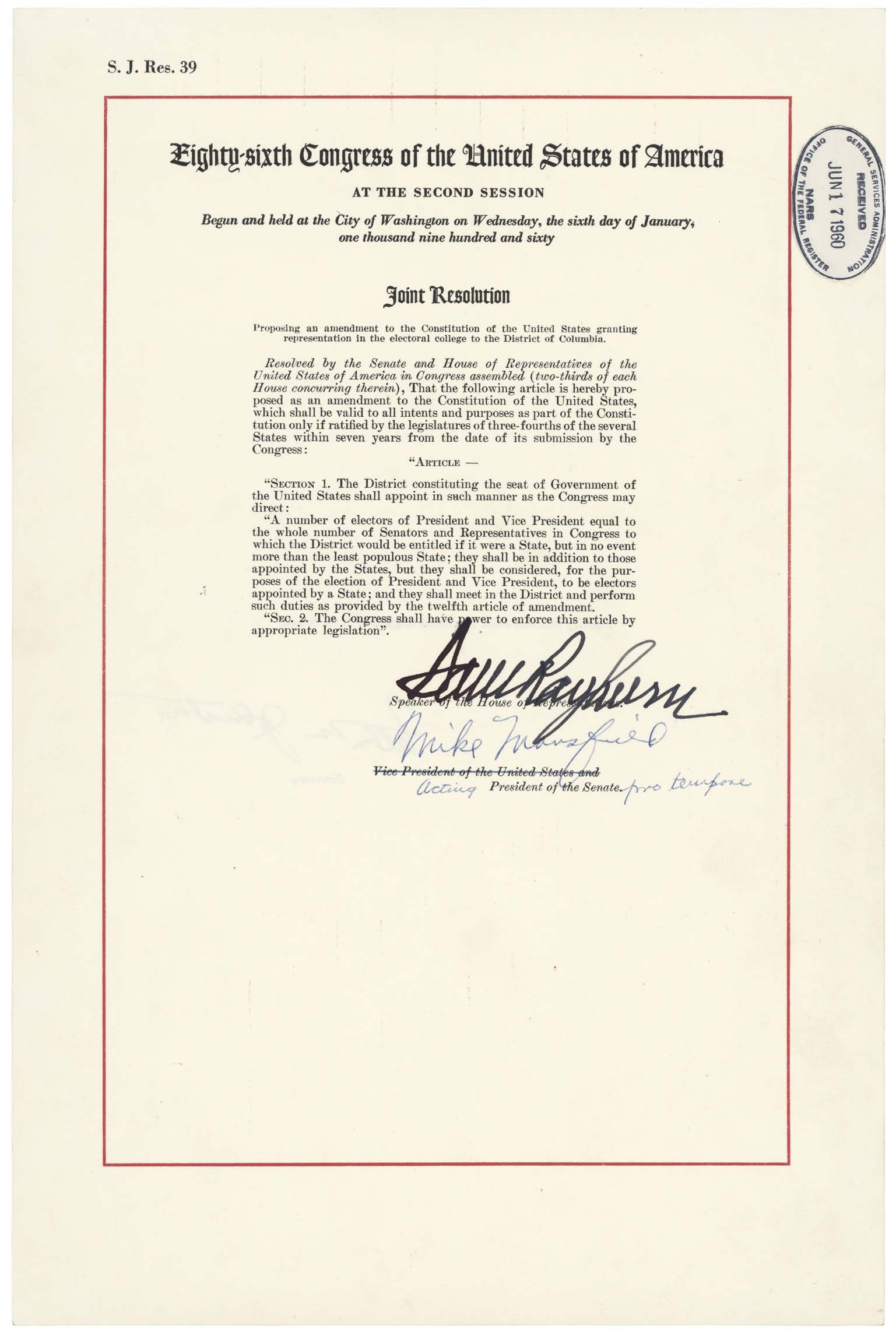

اصلاحیه بیست و سوم قانون اساسی ایالات متحده (به انگلیسی: Twenty-third Amendment to the United States Constitution) مصوبه فوریه ۲۷ سال ۱۹۵۱ کنگره آمریکا، از قوانین مهم آمریکا است.
این اصلاحیه در مورد حق شرکت ساکنین ناحیه کلمبیا در انتخابات ریاست جمهوری صحبت می‌کند.